# Stockholmen, Jakobstad
Stockholmen, finska: Tukkisaari, är en ö i Finland. Den ligger i Bottenviken och i kommunen Jakobstad i den ekonomiska regionen  Jakobstadsregionen i landskapet Österbotten, i den nordvästra delen av landet. Ön ligger omkring 85 kilometer nordöst om Vasa och omkring 410 kilometer norr om Helsingfors.
Öns area är 4,9 hektar och dess största längd är 330 meter i sydväst-nordöstlig riktning. I omgivningarna runt Stockholmen växer i huvudsak barrskog.